# Haarlemmerhout

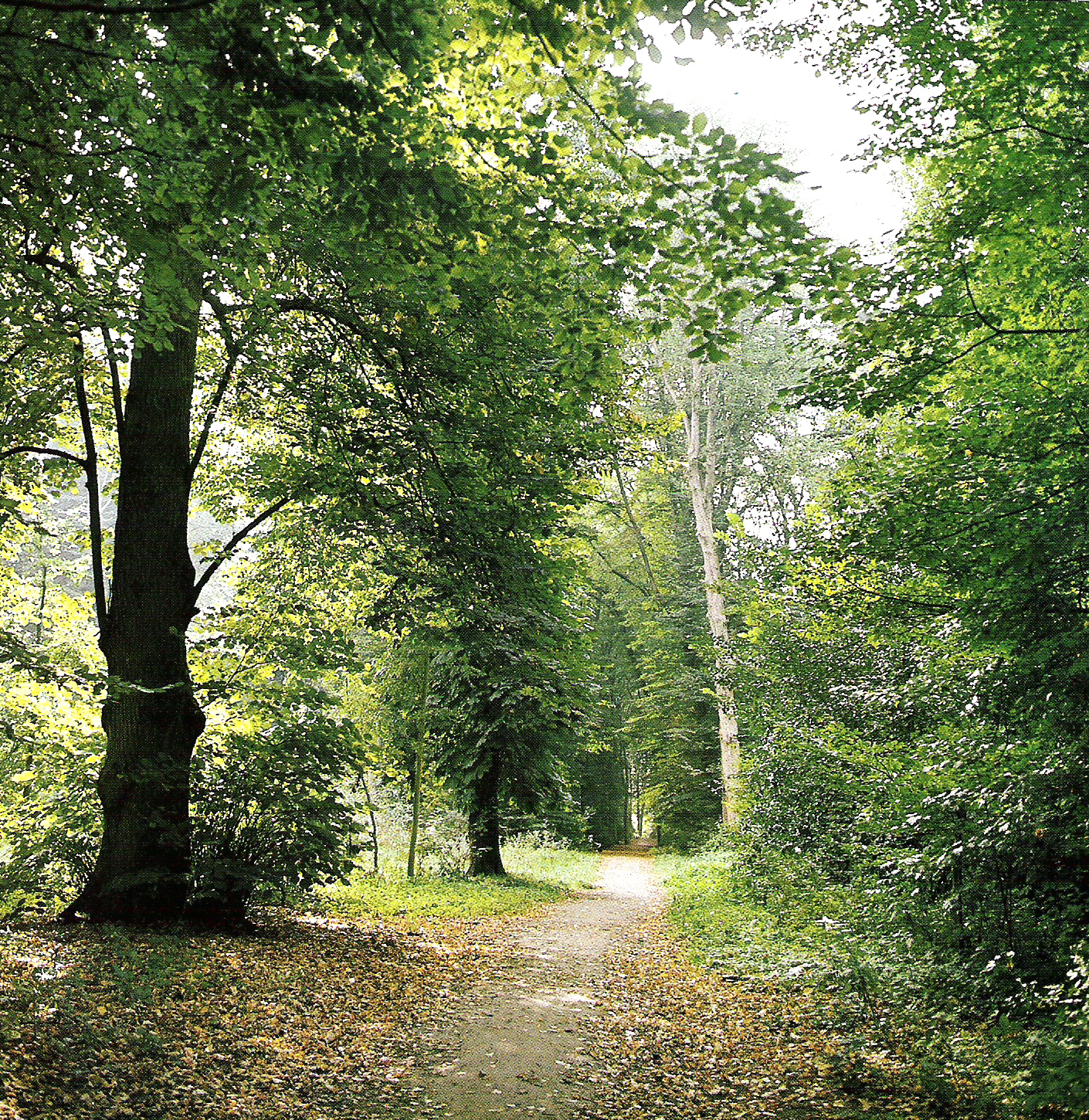
Haarlemmerhout, der Haarlemmer Wald, ältester Park der Niederlande

Der Haarlemmerhout (Haarlemmer Wald) ist ein Stadtwald an der südlichen Stadtgrenze Haarlems und gilt als der älteste Park der Niederlande. Er war früher Teilstück eines größeren Waldstücks, das sich bis zum Haagsche Bos erstreckte. Er beherbergt das Landhaus Welgelegen.
Der Haarlemmerhout wurde im Goldenen Zeitalter der Niederlande besonders populär, als reiche Handelsleute mit ihren Familien in den Sommermonaten Ruhe und Erholung in der freien Natur suchten. Schnell fiel ihr Auge auf das damals noch ländliche Haarlem, das zu jener Zeit noch eine richtige Reise von Amsterdam aus entfernt lag. Die Erholungssuchenden stifteten Erholungsgebiete innerhalb des damals noch deutlich ausgedehnteren Waldes ein und ließen Teile parkartig anlegen, wobei insbesondere das Vorhandensein von Wald und Wasser (die Spaarne) die wichtigsten Anziehungspunkte darstellten.
Die heutige räumliche Aufteilung des Stadtwalds datiert von 1830 und wurde von Jan David Zocher entworfen, einem bekannten niederländischen Architekt und Landschaftsplaner, der ihn als Englischen Landschaftsgarten gestaltete. Unterteilt wurde der Wald in verschiedene Gebiete:
- Stadtwald Grote Hout (Großer Wald)
- Stadtpark Kleine Hout (Kleiner Wald)
- Naturgebiet Eindehout mit Landgoed Eindehout

Unter das Naturgebiet an der Nordseite des Stadtwalds fällt auch das 1785 bis 1789 erbaute Landhaus Welgelegen des Bankiers Henry Hope (um 1785–1811). Hope bezeichnet den Haarlemmerhout gerne als seinen „öffentlich zugänglichen Vorgarten“. Später wurde das Landgut um den Frederikspark erweitert, dem ersten Villenpark Haarlems, der ebenfalls nach einem Entwurf von Zocher entstand. Die von Hope bevorzugte Sichtlinie in den Wald wurde beibehalten, auch der alte Baumbestand wurde größtenteils belassen, so dass sich in Haarlemmerhout heute eine für die Niederlande bemerkenswerte Anzahl alter und mächtiger Bäume befindet.
Die heute rund um den Haarlemmerhout gelegenen Wohngebiete beherbergen Villen und luxuriöse Unterkünfte und sind zahlungskräftigen Einwohnern vorbehalten. Die Grundstückspreise gehören zu den höchsten in den Niederlanden.